# مؤسسة كليرمونت
مؤسسة كليرمونت للصم والبكم اول مدرسة للصم تأسست في أيرلندا في جلاسنيفين، دبلن. تأسست في عام 1816 من قبل الدكتور تشارلز أوربن.

## تاريخ
أثناء عمل الدكتور أوربن في دار العمل التابعة لبيت الصناعة في دبلن في عام 1816، لقى ما لا يقل عن واحد وعشرين طفلاً صماً. اختار الدكتور أوربن طفلاً صماً وابكم يدعى توماس كولينز، لتعليمه. بعد أن كرس ساعات فراغه لعدة أشهر، للتعليم الجزئي للصبي في منزله ألقى الدكتور أوربن بعض المحاضرات الشعبية في الروتوندا، حيث قدم أبرز السمات البارزة في حالة الصم، والحقائق الرئيسية فيما يتعلق بتاريخ تعليمهم كعلم اختراعها مؤخراً وإنشاء المدارس في بلدان مختلفة لإغاثتهم. كان التقدم الذي أحرزه كولينز في اللغة المكتوبة وفي الحساب وفي الكلام الواضح بعد بضعة أشهر فقط من التدريس مرضياً للغاية لدرجة أن قضية الصم تبنتها الجماهير على الفور.
تأسست المؤسسة الوطنية لتعليم الفقراء الصم، والبكم في أيرلندا بعد فترة وجيزة. في عام 1817، استأجرت لجنة هذه المؤسسة منزلًا صغيرًا في شارع برونزويك ( شارع بيرس حالياً) لتلاميذها.
اشترت اللجنة عقاراً كبيراً في عام 1819، يسمى كليرمونت مع منزل بالقرب من قرية جلاسنيفين، خارج مدينة دبلن مباشرةً. في هذا الوقت أيضًا تم قبول الطالبات لأول مرة.

## الخريجين والمدربين
- قامت إديث لويد (1872-1963) بالتدريس في المدرسة في عام 1891.[3]